# Ебергард Шнор
Ебергард «Ебе» Шнор (нім. Eberhard "Ebe" Schnoor; 22 червня 1895, Еммельсбюль-Горсбюль — 4 жовтня 1943, Атлантичний океан) — німецький офіцер-підводник, один з найстаріших командирів підводних човнів, капітан-лейтенант крігсмаріне (1 січня 1943). Кавалер Німецького хреста в золоті.

## Біографія
В грудні 1915 року вступив в кайзерліхмаріне, проте подальша кар'єра Шнора до січня 1941 року невідома. В січні-лютому 1941 року навчався в 1-й і 2-й дивізіях підводних човнів, після чого в березні-травні пройшов курс підводника. З червня 1941 року — 2-й вахтовий офіцер підводного човна U-143, з серпня 1941 по квітень 1942 року — U-108. З 15 травня 1942 року — командир U-A, з 10 серпня 1943 року — U-460, на якому здійснив 5 походів (223 дні в морі). 4 жовтня 1943 року човен був потоплений північніше Азорських островів (43°18′ пн. ш. 28°58′ зх. д.) глибинними бомбами бомбардувальників «Евенджер» та «Вайлдкет» з ескортного авіаносця ВМС США «Кард». 2 члени екіпажу були врятовані, 62 (включаючи Шнора) загинули.

## Нагороди
- Почесний хрест ветерана війни з мечами
- Залізний хрест 2-го і 1-го класу
- Німецький хрест в золоті (19 липня 1943)